# Isochlora yarkenda
Isochlora yarkenda là một loài bướm đêm trong họ Noctuidae.